# پل لاکامرا
پل لاکامرا (انگلیسی: Paul LaCamera؛ یکی از ژنرال‌های نیروی زمینی ارتش ایالات متحده آمریکااست.

## فعالیت‌ها
ژنرال پل جوزف لاکامرا یک افسر پیاده‌نظام ارتش ایالات متحده آمریکا و فرمانده بخش ۱۸ هوابرد ارتش آمریکا است. وی پیش از این فرمانده بخش ۴ پیاده‌نظام بود. او اهل وستوود، ماساچوست می‌باشد.
لاکامرا پس از فارغ‌التحصیلی از آکادمی نظامی ایالات متحده در سال ۱۹۸۵ به عنوان سر کمیسیونر ویژه به مدرسه نظامی راه یافت. سپس به عنوان فرمانده گردان چهارم آموزش تکاوری، تیپ آموزش تکاوری و پس از آن افسر عملیات گردان یکم پیاده خدمت کرد.

## مأموریت و مناصب
از فوریه ۲۰۰۱ تا مه ۲۰۰۳ لاکامرا به‌عنوان فرمانده گردان یکم تیپ پیاده‌نظام ۸۷ به افغانستان اعزام شد و پس از آن فرماندهی گردان سوم نیروی ویژه تکاور فورت بنینگ جورجیا را عهده‌دار شد.
وی از سال ۲۰۰۵ تا ۲۰۰۷ فرماندهی نیروی تکاور ۷۵ را به عهده داشت. سپس به عنوان مدیر عملیات و از سال ۲۰۰۷ تا ۲۰۰۹ به فرماندهی عملیات مشترک ارتقاء یافت. در سال ۲۰۰۹ وی دستیار فرمانده عمومی، فرماندهی عملیات ویژه مشترک شد. او از سال ۲۰۱۰ تا ۲۰۱۲ معاون فرمانده عملیات بخش ۲۵ پیاده‌نظام را بر عهده داشت.

## افتخارات
پل لاکامرا برندهٔ جوایزی همچون لژیون افتخار و ستاره نقره‌ای می‌باشد.